# 塩原綱宗
塩原 綱宗（しおばら つなむね）は、戦国時代の武将。下野宇都宮氏の家臣。

## 略歴
綱宗の家系の塩原氏は塩谷家遠の弟・塩原家忠を祖とする塩原氏の末裔であったという。
永正6年（1509年）、会津の長沼政義・蘆名盛高連合軍が下野国片角軍萱へ侵攻してきた片角軍萱の戦いで活躍し、その恩賞として宇都宮成綱から塩原氏の祖・塩原家忠が築いたと言われる下野国塩原荘の要害山城が与えられた。その後は、城の防備などを固め、会津勢への侵攻に備えた。
享禄元年（1528年）、子・越前守に家督を譲り隠居した。